# Ronald Maul
Pour les articles homonymes, voir Maul.
Ronald Maul (né le 13 février 1973 à Iéna) est un ancien footballeur allemand qui évoluait au milieu de terrain. Il connut deux sélections avec l'Allemagne en 1999 lors de la Coupe des confédérations 1999 (remplaçant contre le Brésil, ne joua pas contre la Nouvelle-Zélande et remplaçant contre les États-Unis). L'Allemagne fut éliminée au premier tour de cette compétition.

## Clubs
- 1990–1995 :  VfL Osnabrück
- 1995–2000 :  Arminia Bielefeld
- 2000–2001 :  Hamburger SV
- 2001–2006 :  Hansa Rostock
- 2006–2007 :  FC Carl Zeiss Iéna
- 2008–2010 :  Rot-Weiß Ahlen
- 2010-2011 :  Eintracht Osnabrück

## Palmarès
- Championnat d'Allemagne de football D2

- - Champion en 1999
  - Vice-champion en 1996